# Tramwaje w Pradze

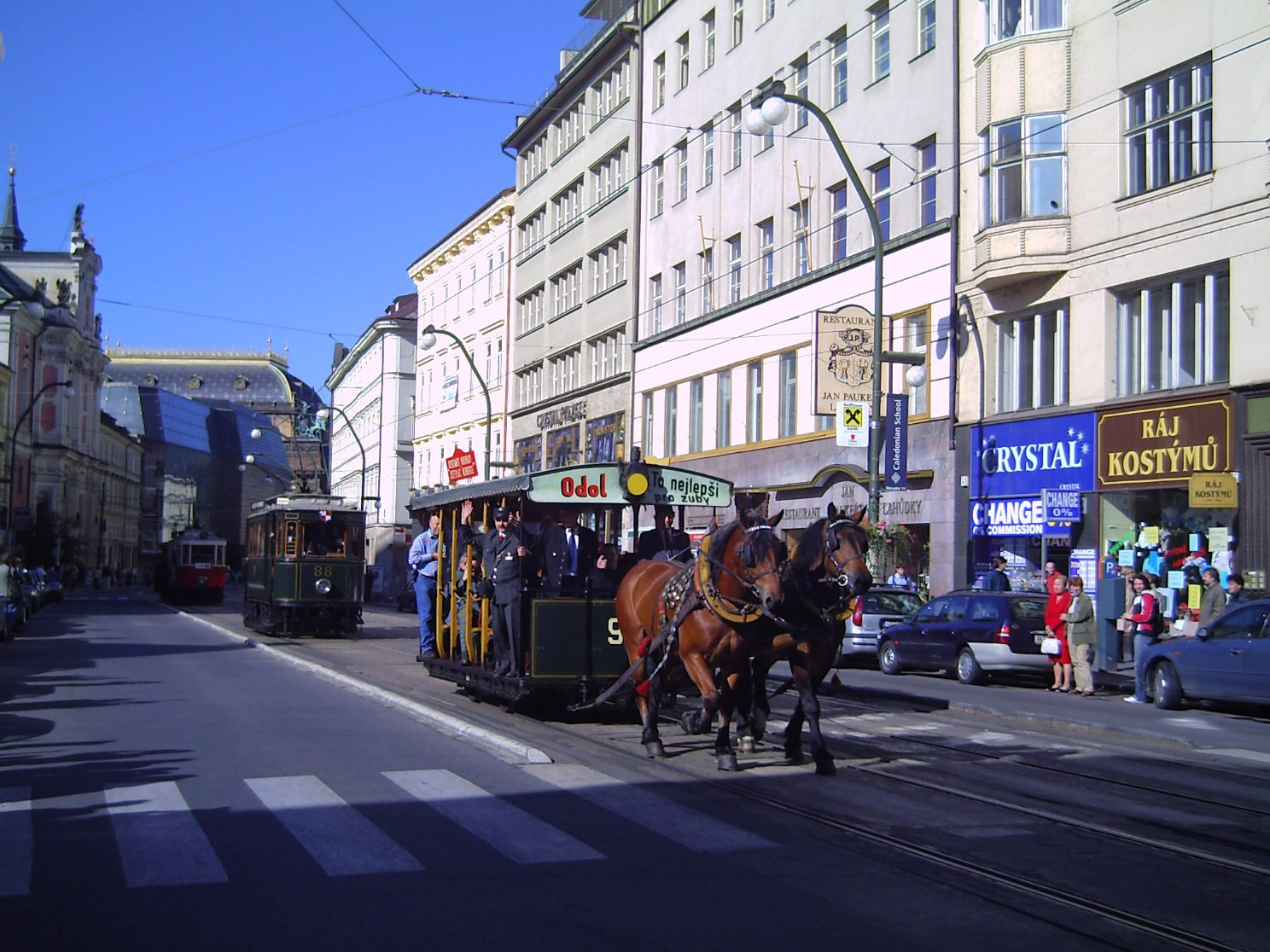
Tramwaj konny i muzealne tramwaje elektryczne (przejazd z okazji 130 lat komunikacji miejskiej – Národní třída)

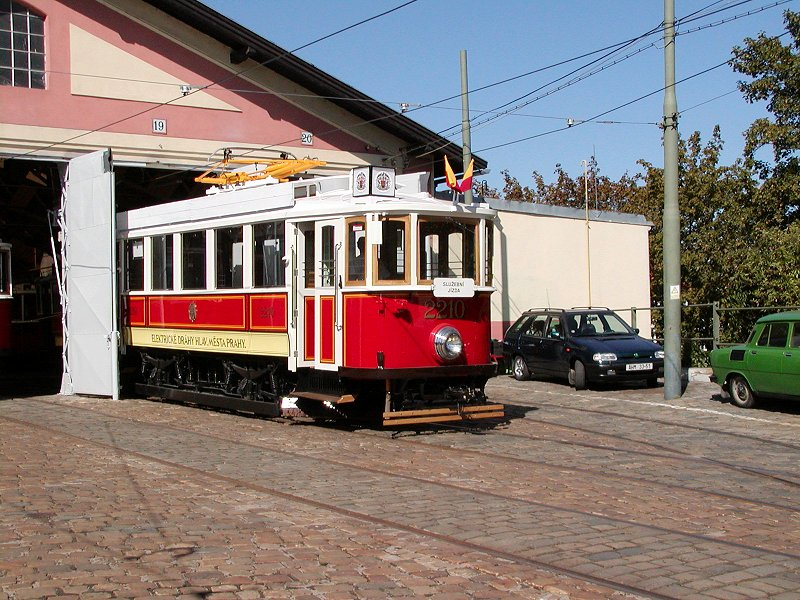
Zabytkowy tramwaj Ringhoffer z roku 1930

Tramwaje w Pradze – system komunikacji tramwajowej działający w Pradze.
System posiada największą sieć linii tramwajowych w Czechach i jedną z najdłuższych w Europie.  Na 142,7 km trakcji jeździło na koniec 2016 roku 826 wozów obsługujących 28 linii dziennych i 9 nocnych. Przewoźnikiem jest Dopravní podnik hlavního města Prahy (Przedsiębiorstwo Transportowe Stołecznego Miasta Pragi).

## Historia

### Koniec XIX wieku
Początki tramwajów elektrycznych w Pradze związane są z postacią Františka Křižíka. W końcu XIX wieku istniały tu linie tramwaju konnego (otwartego w 1875), były one już jednak nienowoczesne. Křižík otworzył pierwszą linię tramwaju elektrycznego w 1891, między górną stacją kolejki linowej na wzgórzu Letna a pawilonem Wystawy Jubileuszowej. Jednotorowa trasa z mijanką miała długość 800 metrów i rozstaw 1435 mm i działała podczas Wystawy, a następnie w miesiącach letnich, do 1902 kiedy to została zamknięta ze względu na nierentowność.
19 marca 1896 Křižík uruchomił nową linię na trasie Florenc – Libeň – Vysočany. W ciągu pierwszych pięciu miesięcy eksploatacji przewieziono przy pomocy 12 wagonów silnikowych i 5 doczepnych 400 000 pasażerów. W kolejnych latach frekwencja wynosiła 1,5–2 milionów osób rocznie.
13 czerwca 1897 miasto Košíře wybudowało także własną linię, łączącą je z Pragą. W tym okresie również władze miasta podjęły decyzję o budowie tramwaju elektrycznego na Vinohradach, a także Nowym Mieście.

### Początek XX wieku
W początkach XX wieku miasto zaczęło zdobywać monopol na prowadzenie linii tramwajowych. Od 1898 elektryfikowano linie tramwajów konnych, a w 1900 wykupiono linię do miasta Košíře. W 1905 zlikwidowano linię tramwaju konnego na Moście Karola i wprowadzono na to miejsce tramwaj z zasilaniem elektrycznym pomysłu Františka Křižíka umieszczonym w szynach (kursował do 1908). W 1907 odkupiono od Křižíka linię na Vysočany. Od roku 1905 miasto rozpoczęło sprowadzanie nowoczesnych wozów projektu architekta Kotěry. Początkowo wozy malowane były na kolor ciemnozielony, następnie wprowadzono malowanie czerwono-białe, używane do dziś. Do 1914 sieć tramwajów elektrycznych miała już długość 102 km, a po mieście kursowało 14 linii.

### I wojna światowa
W okresie I wojny światowej nastąpił zastój – wszelkie siły skierowane zostały na potrzeby wojenne i sieć nie była poszerzana. Kursowały specjalne tramwaje sanitarne przewożące rannych, a także wagon-karawan do przewozu zwłok. Wtedy także po raz pierwszy, ze względu na brak mężczyzn do pracy, zatrudniono kobiety na stanowiskach motorniczych.

### Okres międzywojenny
Po 1918 linie tramwajowe wydłużano do nowo budowanych dzielnic: Dejvice, Nusle czy Žižkov. Dostarczano także nowy tabor – były to wozy typu Ringhoffer w różnych odmianach – wagony dwuosiowe, dwukierunkowe; silnikowe i doczepne. W 1923 wydano zakaz palenia tytoniu w wagonach tramwajowych. W połowie lat 20. uruchomiono także pierwsze regularne linie autobusowe, zostały one jednak na razie tylko dodatkiem do sieci tramwajowej. Powiększanie miasta i rosnąca liczba pasażerów spowodowały, że rozpoczęto planowanie tramwaju podziemnego lub linii szybkiego tramwaju. Realizacja tych planów została jednak powstrzymana przez okupację niemiecką. W 1938 na 23 regularnych liniach o długości 258,5 km kursowało 610 wagonów silnikowych i 749 doczepnych.

### II wojna światowa
W 1939 nastąpiła, wymuszona przez okupanta, zmiana ruchu na prawostronny (dotychczas obowiązywał ruch lewostronny wprowadzony jeszcze w Monarchii Austro-Węgierskiej). Spowodowało to konieczność przebudowy nie tylko torowisk i przystanków, ale także całego taboru. 30 listopada 1942 wprowadzono pierwsze tramwajowe linie nocne. Komunikacja tramwajowa działała przez cały okres wojny bez zakłóceń, jedynie pod koniec wojny ucierpiała nieznacznie podczas bombardowań.

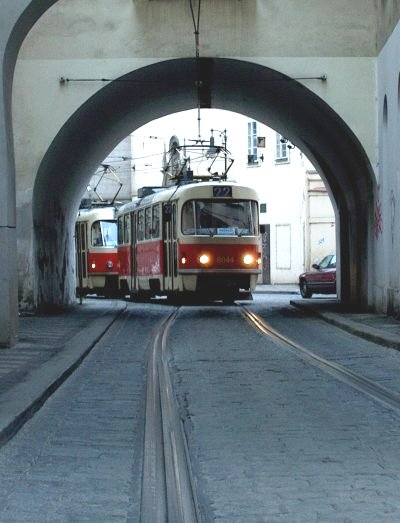
Tatra T3 w dzielnicy Malá Strana

### Okres przed budową metra
Ponieważ tabor i cała sieć były już wysłużone, zaczęto planować ich modernizację. Ostatnie dostawy dwuosiowych wagonów zwanych mevro miały miejsce w 1948. Następnie zaczęto wycofywać nienowoczesne wagony dwuosiowe i wprowadzać na ich miejsce nowe, zgodne z amerykańską specyfikacją PCC, tramwaje T1 (od 1952), a następnie T3 (od 1962) produkcji czeskiej (wozów typu T2, prócz dwóch prototypów, nie wprowadzano ze względu na duża masę). W 1959 sieć tramwajowa miała największą długość w historii. Rosnące natężenie ruchu samochodowego wymusiło przebudowę wielu linii. Nie rozwiązywało to jednak głównego problemu – powolności transportu tramwajowego. W związku z tym odżyła koncepcja budowy tramwaju podziemnego. W roku 1966 rozpoczęto jego budowę na trasie z Dworca Głównego na Pankrác przez most Nuselský.

### Okres budowy metra
Podczas budowy okazało się, że lepszy będzie jednak system metra i projekt tramwaju podziemnego zarzucono na jego rzecz. W maju 1974 otwarto linię C metra praskiego. W tym samym okresie wycofano wszystkie starsze dwuosiowe wagony (niektóre jeszcze z okresu Austro-Węgier) oraz zdecydowano o zwiększeniu liczby linii autobusowych i stopniowej likwidacji linii tramwajowych. Do nowo budowanych osiedli nie doprowadzano już trakcji tramwajowej, lecz linie autobusowe. W latach 70. rozpoczęto modernizowanie klasycznych wozów T3 na T3M z rozruchem tyrystorowym.

### Czas przed upadkiem komunizmu
W latach 80. bardzo szybko rozwijano linie metra, likwidowano natomiast sieć tramwajową (Pelc-Tyrolka – 1975, Bubny – 1980, Václavské náměstí – 1980, Florenc – 1983, Radlice – 1983, Příkopy – 1985), tym samym zlikwidowano najstarszy fragment praskiej sieci tramwajowej, a na jej miejscu utworzono strefę ruchu pieszego. W końcu jednak zmieniono zapatrywanie na transport szynowy i zaczęto go pojmować (jak to się już działo w Europie Zachodniej) jako system nowoczesny i ekologiczny. Pod koniec lat 80. wybudowano nawet nowe linie (linia na osiedle Řepy – 1988, estakada na osiedle Palmovka – 1990). Kontynuowano modernizację tramwajów T3, a także sprowadzano fabrycznie nowe typy T3SUCS. W 1987 wycofano wyeksploatowane wozy T1.

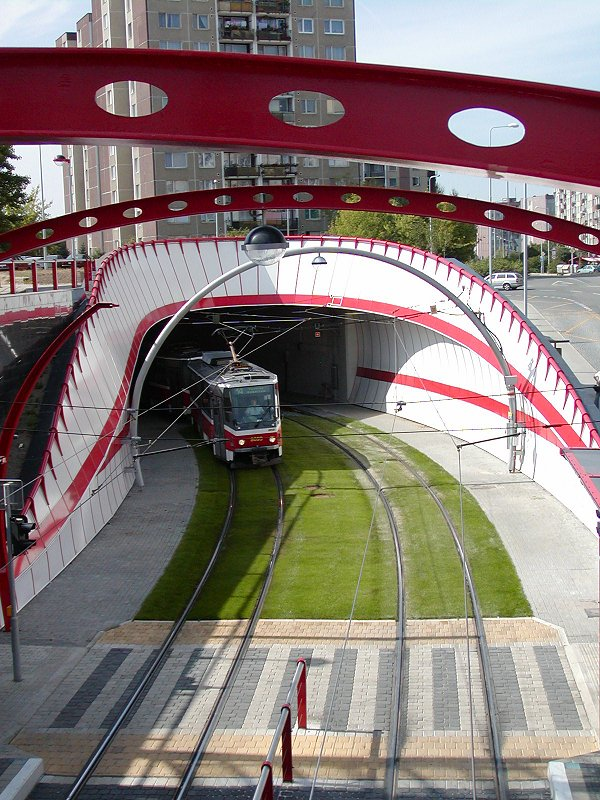
Tatra T6A5 na nowej linii na Barrandov

### Po roku 1989
W latach 1989–1990 wprowadzono 47 sztuk nowych trójczłonowych, dwukierunkowych wozów Tatra KT8D5. Trudna sytuacja ekonomiczna spowodowała jednak, że rozwój sieci tramwajowej nie był tak szybki jak wcześniej. Otwarto jedynie linię na Modřany (1995) i na Barrandov (listopad 2003). W 1996 zakupiono 4 sztuki pierwszych praskich wozów niskopodłogowych Tatra RT6N1 (ze względu na wysoką awaryjność zostały odstawione w 1999). W latach 1995–1997 część wozów T3 zastąpiono typem Tatra T6A5 (150 sztuk), a od roku 1999 tramwaje T3 modernizowane są na typ T3R.P (T3P) ze zmodernizowanym wyposażeniem elektrycznym oraz wnętrzem. Ze względu na brak taboru choćby w części niskopodłogowego od roku 2004 przeprowadzane są modernizacje tramwajów KT8D5 na typ KT8D5.RN2P poprzez wprowadzenie środkowego członu z obniżoną podłogą.
Do roku 2009 dostarczono 60 niskopodłogowych wagonów Škoda 14 T (pierwszy został dostarczony 13 grudnia 2005), a w roku 2009 rozpoczęły się dostawy 250 wagonów Škoda 15 T (koniec do roku 2018).

### Przyszłość
W planach jest powrót tramwajów do centrum miasta m.in. na Václavskie náměstí (skąd tramwaje zniknęły w 1980 r.) oraz pod główny dworzec kolejowy. Do 2032 planuje się także budowę tras m.in. do stadionu Strahov oraz osiedli Komořany, Bohnice, Malešice czy Suchdol.

## Linie tramwajowe[5]
Układ stały (stan na 19 kwietnia 2019).
| Linia | Przystanek początkowy | Przystanek końcowy    | Przebieg trasy | Uwagi |
| ----- | --------------------- | --------------------- | --- | --- |
| 1     | Sídliště Petřiny      | Spojovací             | Na Petřinách-Střešovická-Patočova-Milady Horákové-Strossmayerovo Náměstí-Bubenkské Nábřeží-Komunardů-Dělnická-Libeňský Most-Na Žertvách-Zenklova-Pod Plynojemem-Novovysočanská-Pod Krejcárkem-Koněvova-Českobrodská | |
| 2     | Sídliště Petřiny      | Nádraží Braník        | Na Petřinách-Střešovicka-Patočova-Milady Horákové-Badeniho-Chotkova-Pod Bruskou- Mánesův Most-Náměstí Jana Palacha-Křižovnicá-Smetanovo Nábřeží-Národní-Spálená-Karlovo Náměstí- Na Moráni-Podolské Nábřeží-Podolské Nábřeží-Modřanská | |
| 3     | Kobylisy              | Nádraží Braník        | Generála Šišky-Modřanská-Podolské Nábřeží-Rašínovo Nábřeží-Na Moráni-Karlovo Náměstí-Spálená-Lazarská-Vodičkova-Václavské Náměstí-Jindřišská-Senovážné Náměstí-Dlážděná-Havlíčkova-Na Poříčí-Sokolovská-Zenklova-Klapkova | W godzinach szczytu kursy wydłużone do Modřan. |
| 4     | Slivenec              | Kubanské náměstí      | Werichova-Tréglova-Lamačkova- K Barrandovu-Hlubočepská-Na Zlíchově-Nádražní-Lidická-Palackého Most-Na Moráni-Karlovo Náměstí-Ječná- Náměstí I.P.Pavlova-Jugoslávská-Náměstí Míru-Francouzská-Moskevská (Powrót:Minská-Vršovická--Moskevská) | Kursuje w dni robocze w godz. 05:00-21:00. |
| 5     | Slivenec              | Vozovna Žižkov        | Werichova-Tréglova-Lamačkova- K Barrandovu-Hlubočepská-Na Zlíchově-Nádražní-Lidická-Palackého Most-Rašínovo Nábřeží-Myslíkova-Spálená-Lazarská-Vodičkova-Václavské Náměstí-Jindřišská-Senovážné Náměstí-Bolzanova-Seifertova-Táboritská-Jičinská-Vinohradská-Černokostelecká | |
| 6     | Palmovka              | Kubanské náměstí      | Na Žertvách-Libeňský most-Dělnická-Komunardů- Ortenovo Náměstí-Pylární-Na Zátorách-Partyzánská-U Výstaviště-Dukelských Hrdinů-Nábřeží Kapitána Jaroše-Štefánikův Most-Revoluční-Náměstí Republiky-Na Poříčí-Havlíčkova-Dlažděná-Senovážné Náměstí-Jindřišská-Václvské Náměstí-Vodičkova-Lazarsá-Spálená-Karlovo Náměstí-Ječná- Náměstí I.P.Pavlova-Jugoslávská-Bělehradská-Otakarova-Vršovická-Kubanské Náměstí | |
| 7     | Černokostelecká       | Radlická              | Černokostelecká-Starostašnická-V Olšinách-Vršovická-Otakarova-Křeomyslova-Jaromírova-Na Slupi-Sekaninova-Na Slupi-Svobodova-Rašínovo Nábřeží-Palackého Most-Lidická-Nádražní-Za Ženskými Domovy-Radlická | |
| 8     | Starý Hloubětín       | Nádraží Podbaba       | Poděbradská-Českomoravská-Sokolovská-Na Žertvách-Zenklova--Na Poříčí-Náměstí Republiky-Revoluční-Štefánikův Most-Nábřeží Kapitána Jaroše-Dukelských Hrodinů-C-Svatovítská-Jugoslávských Partyzánů-Terronská-Podbabská | |
| 9     | Sídliště Řepy         | Spojovací             | Makovského-Plzeňská-Šefankova-Náměstí Kinských- Újezd-Vítězná-Most Legií-Národní-Spálená-Lazarsá-Vodičkova-Václvské Náměstí-Jindřišská-Senovážné Náměstí-Bolzanova-Seifertova-Táboritská-Olšanská-Jana Želivského-Koněvova | |
| 10    | Sídliště Řepy         | Sídliště Ďáblice      | Makovského-Plzeňská-Lidická-Palackého Most-Na Moráni-Karlovo Náměstí-Ječná- Náměstí I.P.Pavlova-Jugoslávská-Náměstí Míru-Korunní-Jičínská-Vinohradská-Jana Želivského-Pod Krejcárkem-Novovysočanská-Pod Plynojemem-Zenklova-Klapkova-Střelničná-Ďáblická | |
| 11    | Spořilov              | Spojovací             | Chodovská-U Plynárny-Nuselská-Bělehradská-Škrétova-Vinohradská--Jana Želivského-Koněvova | |
| 12    | Sídliště Barrandov    | Výstaviště Holešovice | Werichova-Tréglova-Lamačkova- K Barrandovu-Hlubočepská-Na Zlíchově-Nádražní-Šefankova-Náměstí Kinských- Újezd-Karmelitská-Malostnké Náměstí-Letenská-Klárov-Pod Bruskou-Chotkova-Milady Horákové-Strossmayerovo Náměstí-Nábřeží Kapitána Jaroše-Bubenkské Nábřeží-Komunardů-Ortenovo Náměstí-Pylární-Na Zátorách-Partyzánská                                                                                    | |
| 13    | Čechovo náměstí       | Černokostelecká       | (Powrót:Minská-Vršovická--Moskevská) Moskevská-Francouzská-Náměstí Míru-Jugoslávská-Bělehradská-Škrétova-Vinohradská-Černokostelecká | |
| 14    | Spořilov              | Vysočanská            | Chodovská-U Plynárny-Nuselská-Bělehradská-Křeomyslova-Jaromírova-Na Slupi-Sekaninova-Na Slupi-Vyšehradská-Karlovo Náměstí-Spálená- -Lazarsá-Vodičkova-Václvské Náměstí-Jindřišská-Senovážné Náměstí-Dlažděná-Havlíčkova-Na Poříčí-Těšnov-Wilsonova-Hulákův Most-Nábřeží Kapitána Jaroše-Bubenské Nábřeží-Komunardů-Dělnická-Libeňský Most-Na Žertvách-Sokolovská                                                | |
| 15    | Kotlářka              | Olšanské hřbitovy     | Plzeňská-Šefankova-Náměstí Kinských- Újezd-Karmelitská-Malostnké Náměstí-Letenská-Klárov-Pod Bruskou-Nábřeží Edvarda Beneše-Štefánikův Most-Revoluční-Náměstí Republiky-Na Poříčí-Havlíčkova-Dlažděná-Senovážné Náměstí-Bolzanova-Seifertova-Táboritská-Jičinská-Vinohradská | |
| 16    | Kotlářka              | Lehovec               | Makovského-Plzeňská-Lidická-Palackého Most-Na Moráni-Karlovo Náměstí-Ječná- Náměstí I.P.Pavlova-Jugoslávská-Náměstí Míru-Francouzská-Blanická-Korunní-Jičinská-Vinohradská-Jana Želivského-Pod Plynojemem-Zenklova-Na Žertvách-Sokolovská-Kolbenova-Granitova-Poděbradská | W godzinach szczytu kursy wydłużone na Sídliště Řepy. |
| 17    | Sídliště Modřany      | Výstaviště Holešovice | Generála Šišky-Modřanská-Podolské Nábřeží-Rašínovo Nábřeží-Masarykovo Nábřeží-Smetanovo Nábřeží-Křižovnicá-17 Listopadou-Čechův Most-Nábřeží- Edvarda Beneše-Nábřeží Kapitána Jaroše-Dukelských Hrodinů-U Výstaviště-Partyzánská-Trojský Most-Pod Lisem-Trojská-Klapkova | Co drugi tramwaj kursuje do Vozovny Kobylisy. |
| 18    | Nádraží Podbaba       | Vozovna Pankrác       | Podbabská-Terronská-Jugoslávských Partyzánů-Svatovítská-Badeniho-Chotkova-Pod Bruskou-Mánesův Most-Náměstí Jana Palacha-Křižovnicá-Smetanovo Nábřeží-Národní-Spálená- Karlovo Náměstí-Vyšehradská-Na Slupi-Sekaninova-Na Slupi-Jaromírova-Křeomyslova-Bělehradská-Nuselská-Táborská-Na Pánkraci-Na Veselí-Soudní                                                                                                | |
| 20    | Sídliště Barrandov    | Divoká Šárka          | Werichova-Tréglova-Lamačkova- K Barrandovu-Hlubočepská-Na Zlíchově-Nádražní-Šefankova-Náměstí Kinských- Újezd-Karmelitská-Malostnké Náměstí-Letenska-Pod Bruskou-Chotkova-Milady Horákové-Svatovítská-Evropská | |
| 21    | Sídliště Modřany      | Radlická              | Generála Šišky-Modřanská-Podolské Nábřeží-Rašínovo Nábřeží-Palackého Most-Lidická-Nádražní-Za Ženskými Domovy-Radlická | Kursuje tylko w dni robocze, w godzinach szczytu. |
| 22    | Vypich                | Nádraží Strašnice     | Bělohorská-Dlabačov-Keplerova-Jelení-Mariánské Hadby-Chotkova-Pod Bruskou-Letenska-Malostnké Náměstí-Karmelitská-Újezd-Vítězná-Most Legií-Národní- Spálená-Karlovo Náměstí-Ječná- Náměstí I.P.Pavlova-Jugoslávská-Náměstí Míru-Francouzská-Moskevská-Vršovická-V Olšynách-Průběžná-Švehlova-Průmyslová | Co drugi tramwaj kursuje po wydłużonej trasie (Bílá Hora ↔ Nádraží Hostivař przez Vypich i Nádraží Strašnice).                                                                             |
| 23    | Královka              | Zvonařka              | KRÁLOVKA – Malovanka – Pražský hrad – Královský letohrádek – Malostranská – Malostranské náměstí – Újezd – Národní divadlo – Národní třída – Karlovo náměstí – I. P. Pavlova – Vinohrady – ZVONAŘKA | Linia obsługiwana taborem zabytkowym; kursuje codziennie w godz. 08:30-19:00. |
| 24    | Kobylisy              | Kubanské náměstí      | Zdibska-Střelmičná-Klapkova-Zenklova-Sokolovská-Na Poříčí-Havlíčkova-Dlažděná-Senovážné Náměstí-Jindřišská-Václvské Náměstí-Vodičkova-Lazarsá-Spálená-Karlovo Náměstí-Vyšehradská-Na Slupi-Sekaninova-Na Slupi-Jaromírova-Křeomyslova-Otakarova-Vršovická-Kubanské Náměstí | Kursuje w dni robocze w godz. 06:00-20:00. |
| 25    | Bílá Hora             | Lehovec               | Bělohorská-Myslbekova-Patočova-Milady Horákové-Strossmayerovo Náměstí-Bubenkské Nábřeží-Komunardů-Dělnická-Libeňský Most-Na Žertvách-Sokolovská-Českomoravská-Poděbradská | |
| 26    | Divoká Šárka          | Nádraží Hostivař      | Evropská-Svatovítská-Milady Horákové-Nábřeží Kapitána Jaroše-Štefánikův Most-Revoluční-Náměstí Republiky-Na Poříčí-Havlíčkova-Dlažděná-Senovážné Náměstí-Bolzanova-Seifertova-Táboritská-Olšanská-Jana Želivského-Vinohradská-Starostašnická-Průběžná-Švehlova-Průmyslová | |
| 41    | Vozovna Střešovice    | Výstaviště Holešovice | Patočova-U Brusnice-Jelení-Mariánské Hadby-Chotkova-Pod Bruskou-Letenska-Malostnké Náměstí-Karmelitská-Újezd-Vítězná-Most Legií-Národní- Spalená-Lazarsá-Vodičkova-Václvské Náměstí-Jindřišská-Senovážné Náměstí-Dlažděná-Havlíčkova-Na Poříčí-Náměstí Republiky-Revoluční-Štefánikův Most-Nábřeží Kapitána Jaroše-Dukelských Hrodinů                                                                           | Linia obsługiwana taborem zabytkowym będącym na stanie Muzeum Komunikacji Miejskiej na Střešovicach; kursuje tylko w weekendy i święta w wyznaczonym okresie od 12:00-18:00 (patrz dpp.cz) |

## Zajezdnie
Obecnie wykorzystywanych jest 7 zajezdni:
- Vokovice
- Kobylisy
- Hloubětín
- Motol
- Pankrác
- Žižkov
- Strašnice

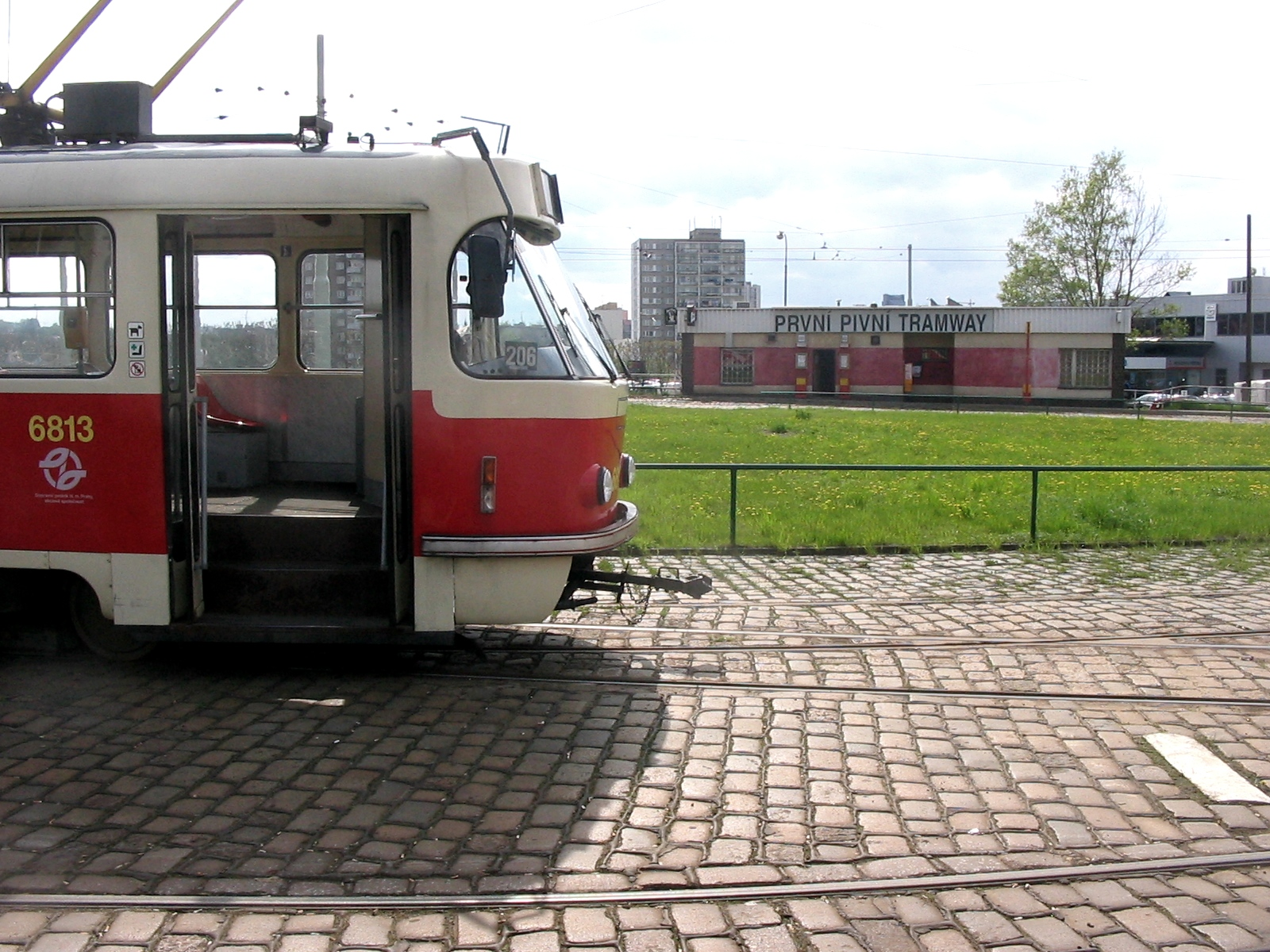
Gospoda na pętli Spořilov

W zajezdni Střešovice utworzono 14 maja 1993 muzeum komunikacji, gdzie zobaczyć można przegląd praskich wozów tramwajowych (od tramwaju konnego, poprzez pierwsze tramwaje elektryczne, na wagonach T3 kończąc), zabytkowe autobusy, trolejbusy, a nawet wagony metra. Organizuje ono przejazdy zabytkowym taborem na linii 41.
Praski artysta, Igor Ševčík, pragnął by na każdej pętli tramwajowej w Pradze, w byłym budynku socjalnym dla motorniczych, była knajpka. Przed śmiercią zdołał zrealizować tylko jeden z tych pomysłów. Gospoda w dzielnicy Spořilov ozdobiona jest dziełami artysty.

## Tabor

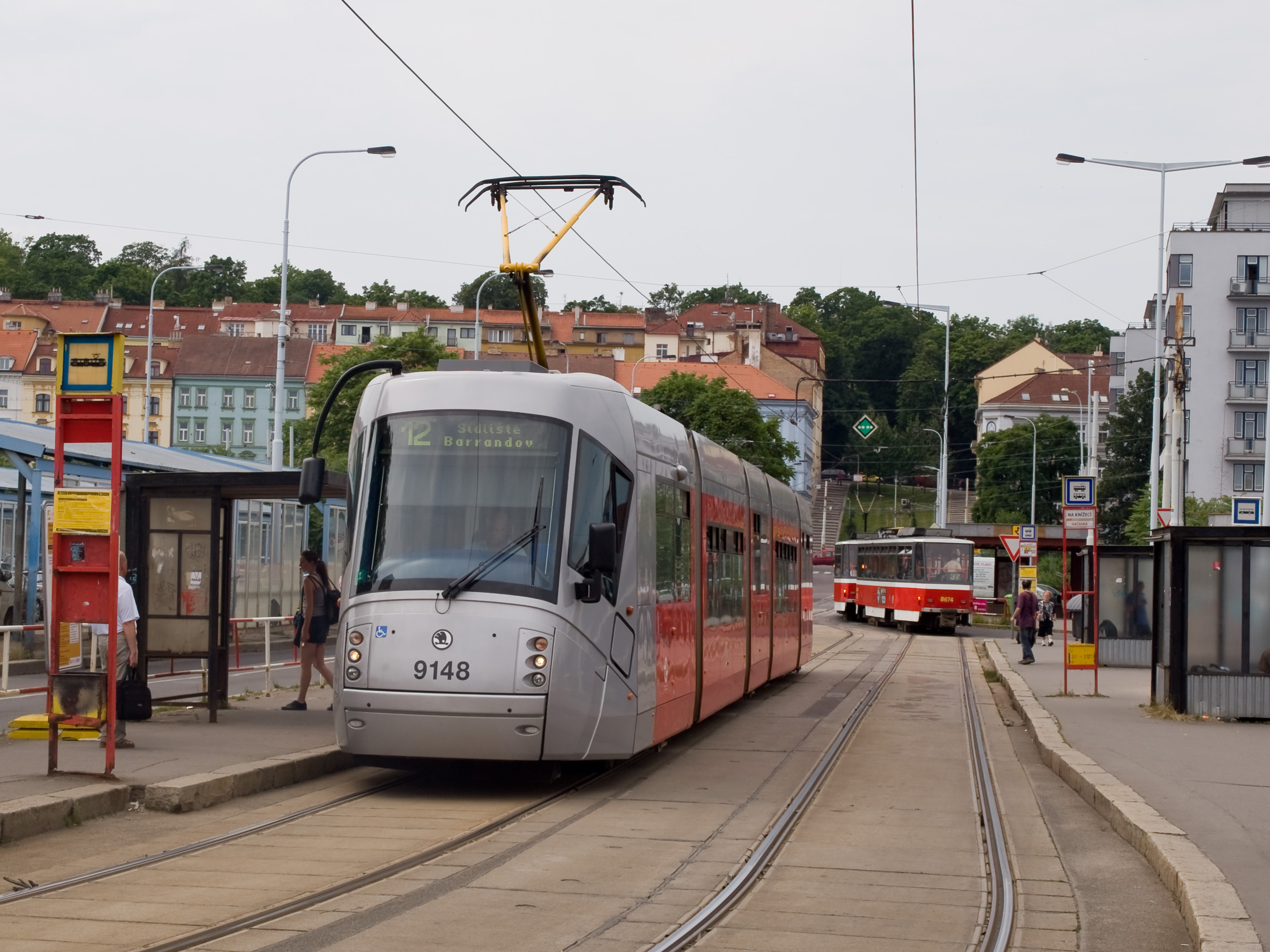
Tramwaj Škoda 14 T

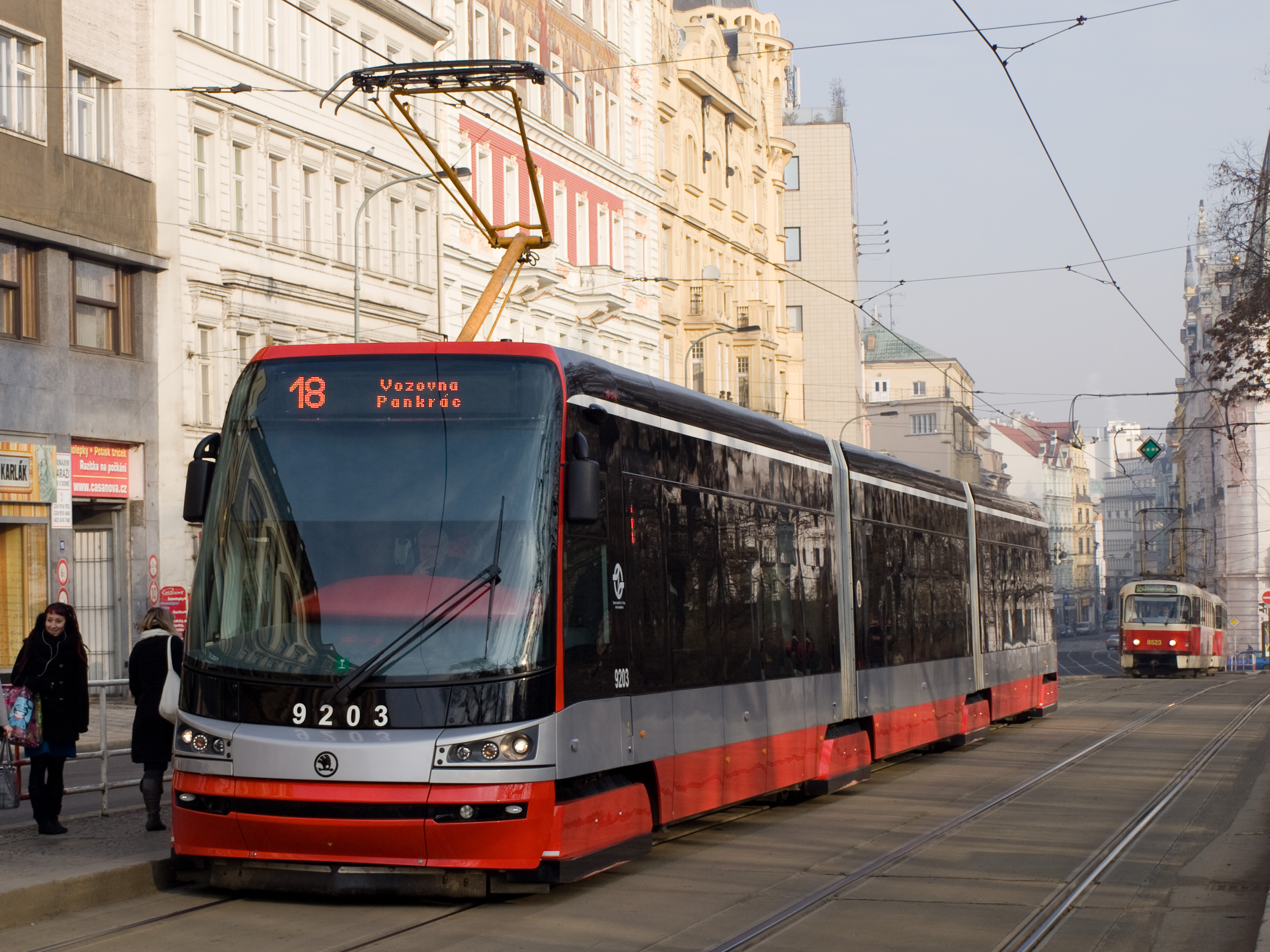
Škoda 15 T – najnowocześniejszy praski tramwaj

Obecnie eksploatowane są następujące typy tramwajów:
| Grafika | Typ              | Modifikacje i podtypy                              | Liczba |
| ------- | ---------------- | -------------------------------------------------- | ------ |
|         | Tatra T3         | Tatra T3, Tatra T3R.P, Tatra T3R.PV, Tatra T3R.PLF | 388    |
|         | Tatra T3SUCS     |                                                    | 17     |
|         | Tatra T3M        | Tatra T3M, Tatra T3M.2-DVC                         | 47     |
|         | Tatra T6A5       | Tatra T6A5, Tatra T6A5.3                           | 4      |
|         | Škoda 14 T       |                                                    | 54     |
|         | Tatra KT8D5R.N2P |                                                    | 50     |
|         | Škoda 15 T       |                                                    | 250    |

### Tabor historyczny

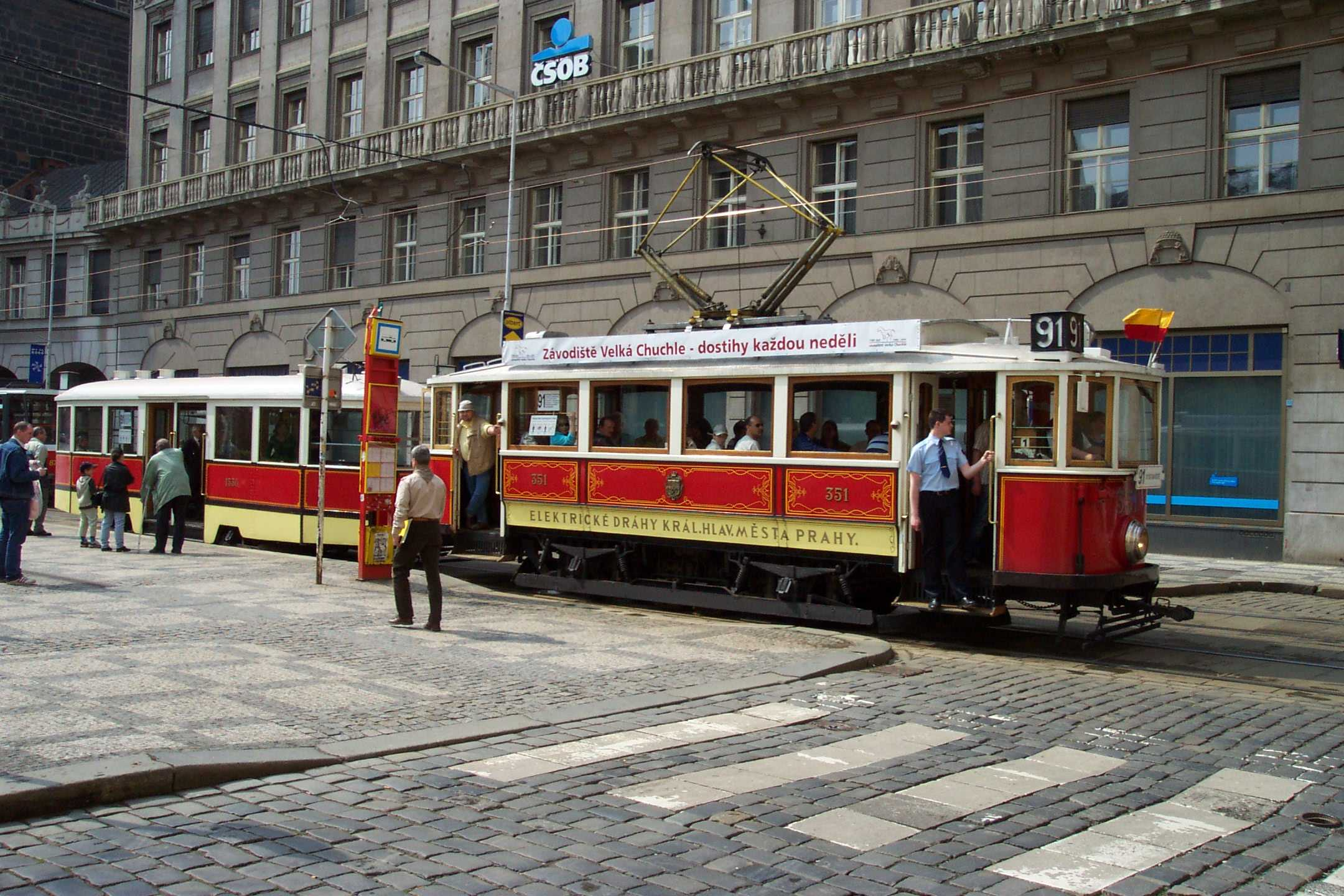
Wagon Ringhoffer nr 351 z 1915 roku wraz z doczepą typu krasin z 1931

Muzeum komunikacji na Střešovicach dysponuje bardzo bogatym zbiorem wozów historycznych obrazujących rozwój komunikacji tramwajowej w Pradze. Obecnie w zbiorach znajdują się m.in. czynne pojazdy produkcji zakładów Ringhoffera:
- letni wagon tramwaju konnego nr 90 z 1886
- wagon silnikowy nr 88 z 1900 w malowaniu ciemnozielonym
- wagon silnikowy nr 109 z 1901
- wagon-salonka nr 200 z 1900
- wagon silnikowy nr 275 z 1908
- wagon silnikowy nr 297 z 1909
- wagony silnikowe nr 351 i 357 z 1915
- wagon silnikowy nr 444 z 1923
- otwarty wagon silnikowy nr 500 z 1913
- wagon doczepny nr 608 velký vamberák z 1908
- wagony doczepne nr 624 i 638 malý vamberák (vajíčko – jajuszko) z 1909
- wagon doczepny nr 728 krátký vamberák z 1920
- wagony doczepne nr 999, 1111 i 1219 plecháč – blaszak z 1926, 1928 i 1931
- wagony doczepne nr 1314, 1523 i 1580 krasin z 1931, 1942 i 1946
- wagony silnikowe nr 2222, 2239 i 2294 z 193 i 1932
- jednokierunkowe wagony silnikowe nr 3062 i 3063 ponorka – łódź podwodna z 1942

oraz zakładów Tatra – ČKD:
- jednokierunkowy wagon silnikowy nr 3083 mevro z 1948
- wagon silnikowy T1 nr 5001 z 1951
- wagon silnikowy T2 nr 6002 z 1955
- wagon silnikowy T3 nr 6149 z 1962 z pierwszej serii produkcyjnej

oraz szereg zabytkowych wagonów gospodarczych i nieczynnych wozów zabytkowych, które są stopniowo remontowane.
Zabytkowe praskie tramwaje są także w zbiorach Muzeum Technicznego w Brnie, National Tramway Museum w Crich w Derbyshire (wagon nr 180 z 1905) oraz Electrische Museumtramlijn w Amsterdamie (wagon nr 352 z 1915).